# Myles Amine
Myles Amine (Dearborn, 14 de dezembro de 1996) é um lutador de estilo-livre san-marinense, medalhista olímpico.

## Carreira
Amine participou dos Jogos Olímpicos de Verão de 2020 em Tóquio, onde participou do confronto de peso médio, conquistando a medalha de bronze após derrotar o indiano Deepak Punia.